# Mora högre allmänna läroverk
Mora högre allmänna läroverk var ett läroverk i Mora verksamt från 1913 till 1968.

## Historia
Skolan var från 1913 en kommunal mellanskola som från 1929 ombildades till en samrealskola, från 1956 med ett kommunalt gymnasium.
1964 hade gymnasiet helt förstatligats  och från senast 1963 var namnet Mora högre allmänna läroverk. Skolan kommunaliserades 1966 och namnändrades därefter till Sankt Mikaelsskolan, från 2015 benämnd Mora gymnasium. Studentexamen gavs från 1959 till 1968 och realexamen från 1914 till 1971.